# ملف إيبكريس
ملف إيبكريس The IPCRESS File هي أول رواية تجسس للروائي الإنجليزي لين ديتون ، ونشرها في عام 1962.
وقد اقتبس من هذه الرواية فيلم سينمائي أنتجه عام 1965 هاري سالتزمان، وأخرجه سيدني فوري وبطولة مايكل كين.
تدور الرواية حول فكرة السيطرة على العقل، أو مايشبه غسيل المخ عن طريق إحداث صدمة نفسية وعقلية، يقوم بها أحد الأطباء لصالح المخابرات الأمريكية بشكل سري.